# Czesław Niemen
Czesław Niemen, nacido como Czesław Juliusz Wydrzycki el  16 de febrero de 1939 en Stare Wasiliszki y fallecido el 17 de enero de 2004 en Varsovia, fue un músico y compositor polaco reconocido como uno de los cantautores y artistas de rock más importantes y originales de Polonia del siglo XX, cantando principalmente en polaco.
El artista, rompiendo todos los récords de popularidad, estuvo presente en la escena musical polaca durante más de 30 años.

## Álbumes
- 1966 Sen o Warszawie
- 1967 Dziwny jest ten świat
- 1968 Sukces
- 1968 Czy mnie jeszcze pamiętasz?
- 1969 Enigmatic
- 1970 Niemen Enigmatic 2 LP (Czerwony album)
- 1972 Strange is This World
- 1972 Niemen Vol. 1
- 1972 Niemen Vol. 2
- 1973 Ode to Venus
- 1973 Russische Lieder
- 1974 Mourner's rhapsody
- 1974 Niemen Aerolit
- 1975 Katharsis
- 1977 Idee Fixe
- 1980 Postscriptum
- 1982 Przeprowadzka
- 1989 Terra Deflorata
- 2001 Spodchmurykapelusza
- 2007 41 Potencjometrów Pana Jana
- 2009 Kattorna JJ72 / Pamflet na ludzkość JJ75

## Reconocimiento
Czesław Niemen ha sido galardonado muchas veces. En 1974 fue galardonado con la Cruz de Oro del Mérito. También recibió el premio de primer grado del primer ministro por logros creativos en el campo de la composición y la interpretación. De 1964 a 1980, fue considerado el cantante más popular y mejor del país en encuestas de las revistas de música "Jazz" y "Non Stop". En 1999, fue elegido intérprete de todos los tiempos en el plebiscito de Polityka. La Radio Tres lo premió con "Supermateusz", el premio Mateusz Święcicki por su contribución a la cultura. En 1979 fue ganador en el Festival Internacional de la Canción de Sopot.

## Galería

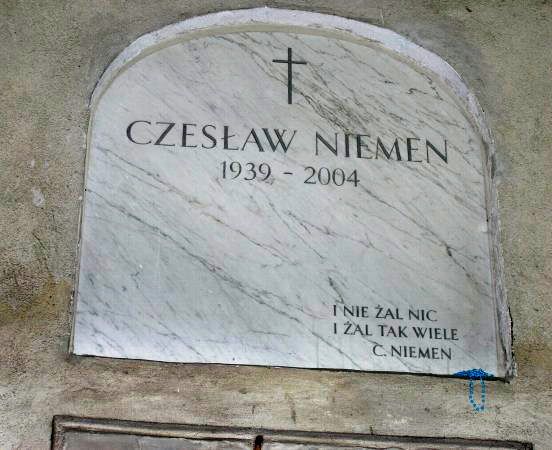
Nicho de Niemen en el Cementerio Powązki
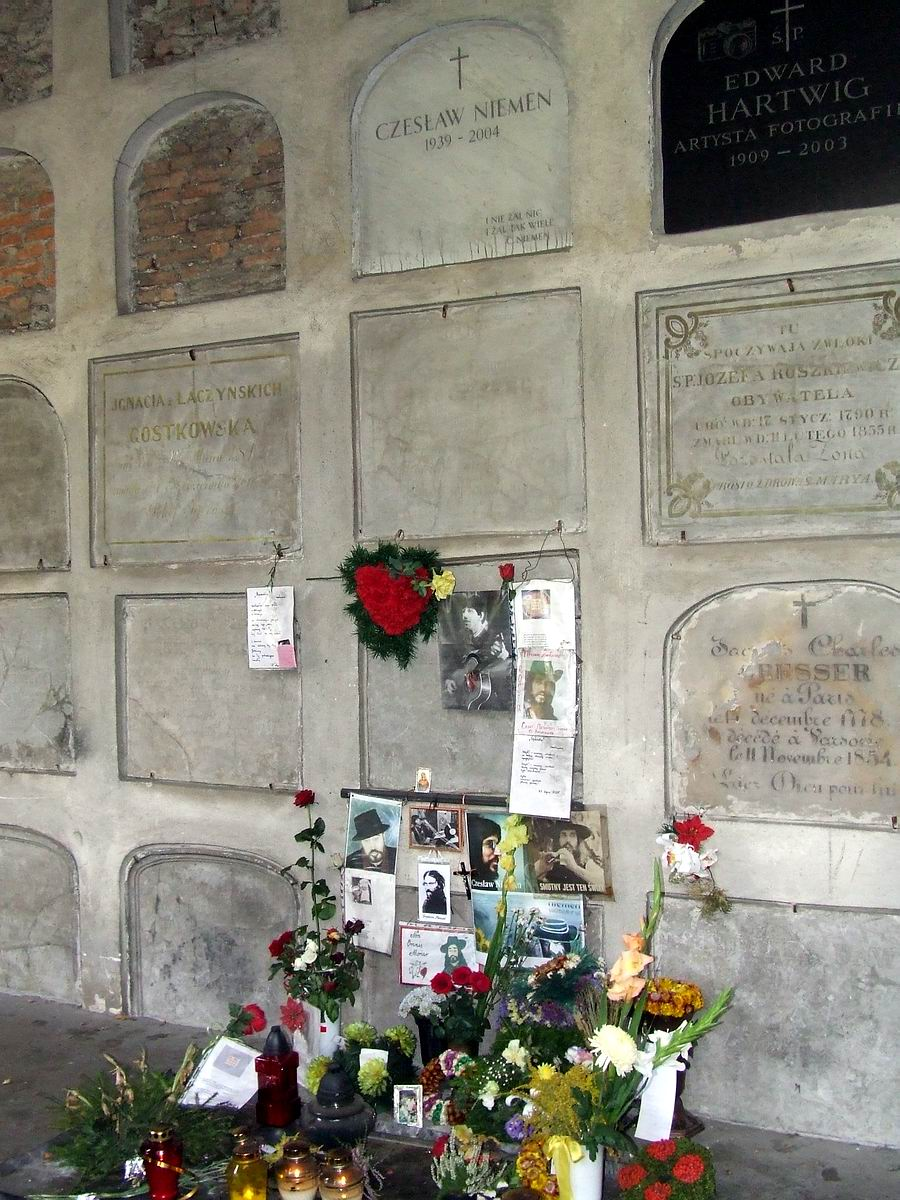
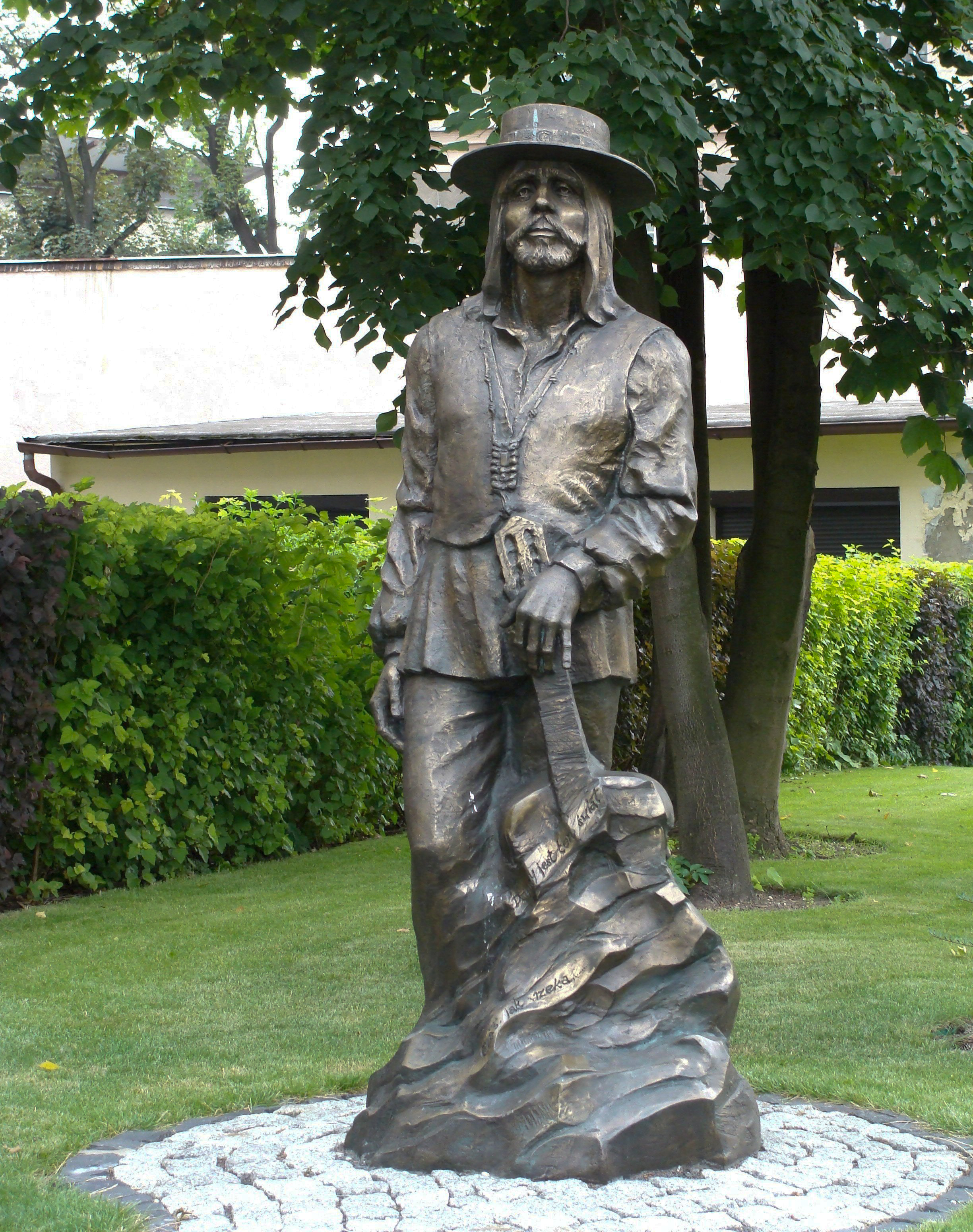
Estatua en la Universidad de Opole

## Lectura adicional
- Roman Radoszewski, Czesław Niemen: Kiedy się dziwić przestanę. Monografia artystyczna. Iskry, 2004. ISBN 83-207-1770-1.
- Marek Gaszyński, Czas jak rzeka. Prószyński i S-ka, 2004. ISBN 83-7337-849-9.
- Dariusz Michalski, Niemen o sobie. Warszawa: Twój Styl, 2005. ISBN 83-7163-568-0.
- Tadeusz Skliński, Niemen: dyskografia, fakty, twórczość. Nemunas, 2006. ISBN 83-9230-920-0.
- Dariusz Michalski, Czesław Niemen: Czy go jeszcze pamiętasz?. Warszawa: MG, 2009. ISBN 978-83-61297-76-5.
- Jan Edward Czachor, Czesław Niemen w Świebodzinie. Stowarzyszenie Pamięci Czesława Niemena w Świebodzinie, 2010.

| Predecesor: Alla Pugacheva | Ganadores del Festival Internacional de la Canción de Sopot 1979 | Sucesor: Marion Rung |

- Datos: Q458213
- Multimedia: Czesław Niemen / Q458213